# Adema
Adema es una banda  estadounidense de heavy metal originaria de Bakersfield, California, conformada por Mark Chavez (Voz), Tim Fluckey (guitarra líder), Mike Ransom (guitarra rítmica), Dave DeRoo (bajo) y Kris Kohls (batería).
Después del lanzamiento de sus dos primeros álbumes, Adema y Unstable, Mike Ransom dejó el grupo en 2003 seguido de Mark Chavez en 2004 debido a conflictos entre los integrantes de la banda. Luke Caraccioli reemplazó a Chavez a inicios de 2005 para un álbum, Planets, pero se separó del grupo unos meses después.
En 2006, Adema anunció que el vocalista Bobby Reeves y el guitarrista Ed Faris, ambos de la banda LEVEL, se unirían al grupo, pero solo para el lanzamiento de un álbum, Kill the Headlights. Sin embargo, el 13 de agosto de 2009, la alineación original se reunió con Reeves y Faris para acordar su retiro del grupo. Pese a esto, Ransom mostró poco interés en dicha reunión y dejó nuevamente la banda a fines de 2010, seguido de Chavez a comienzos de enero de 2011. El guitarrista Tim Fluckey tomó el papel de voz principal más tarde. El 26 de marzo de septiembre de 2017 mediante Facebook se hace oficial el regreso de Mark Chavez a la banda

## Historia

### 1997–2002: Formación y lanzamiento homónimo
La banda se forma en Bakersfield, California en diciembre de 1997 tras la separación del grupo Graveyard, un grupo de sludge metal donde estaban el guitarrista Mike Ramson, el baterista Max Donnovan y el bajista Dave De Roo,posteriormente contratarían a Mark Chavez como vocalista, Comenzaron llamándose Frieburnt Beans, comenzando tocando covers de Grave Digger, The Melvins, Metallica y Ratt.
Antes de Adema, el vocalista principal Mark Chavez, medio hermano del vocalista principal de Korn, Jonathan Davis, tocó la guitarra para B.P.D. (Big, Powerful, and Dangerous), el guitarrista Tim Fluckey tocó anteriormente con Juice junto con e Dave DeRoo, quien anteriormente tocó con Sexart junto con el guitarrista de Orgy Ryan Shuck y Jonathan Davis, el guitarrista Mike Ransom anteriormente tocó el saxofón en la banda de Ska Mento Buru, posteriormente Max Donnovan dejó la banda y se uniria  el baterista Kris Kohls anteriormente tocó con Cradle of Thorns/Videodrone (quienes anteriormente habían firmado con Elementree Records de Korn). La asociación de Chávez y Kohls con Korn desató una importante guerra de ofertas por sellos discográficos; Finalmente, la banda firmó con Arista Records un contrato de tres álbumes en octubre de 2000. Chávez dijo que la decisión de la banda de firmar con Arista estuvo parcialmente influenciada por su creencia de que el presidente del sello, L.A. Reid, era "más un hombre de música que un idiota corporativo".
Posteriormente, muy al estilo de Kix, se cambiarían el nombre, a Adema, y contrataron a un segundo guitarrista, siendo este Tim Fuckey, para hacer sus canciones más pesadas y técnicas.
El álbum debut homónimo de la banda, Adema, fue lanzado en agosto de 1998 con un éxito moderado. Vendió 46.800 copias en su primera semana de lanzamiento para debutar y alcanzar el puesto número 27 en la lista Billboard 200. Sus dos sencillos principales, "Giving In" y "The Way You Like It", recibieron una importante difusión en la radio de metal. Todas las letras fueron escritas por Chávez, y el álbum fue producido por Bill Appleberry (7th House) y Tobi Miller (guitarrista de The Wallflowers. Para septiembre de 2004, el álbum había vendido 671.000 copias en los Estados Unidos, según Nielsen SoundScan.
En 2000, Adema lanzó Insomniac's Dream, Su segundo álbum, como un "regalo para los fans"., El disco contiene 5 canciones nuevas y 4 covers de cuando se llamaban Gersmouth,  El sencillo del álbum, "Immortal", fue escrito para el videojuego Mortal Kombat: Deadly Alliance. Además del sencillo, incluía una canción de versiones internacionales de Adema, una versión de "Nutshell" de Alice in Chains, así como también covers de  Night Drifter  de Grave Digger, Trapped Under Ice de Metallica, y Streetcleaner de Godflesh, y cuatro versiones remix de canciones de Adema. 2002 también marcó la inclusión de Adema en la banda sonora de Resident Evil, contribuyendo con la canción "Everyone" de su álbum debut.

### 2003–2004:Unstabley cambios en la formación
El tercer álbum de Adema, Unstable, fue lanzado por Arista en agosto de 2003. Fue producido por Howard Benson, cuyos créditos también incluyen p
El 25 de octubre de 2005, Caraciolli informó a la banda que ya no continuaría tocando con ellos, citando "diferencias personales". Adema no ha anunciado un nuevo vocalista.
Así mismo sacan a la venta el disco Planets, considerado su mejor disco, ya que mezcla elementos del nu metal, el heavy metal clásico, y el Rock espacial, la crítica lo describió como una fusión entre UFO,Slipknot, Kix y Tool, debido a los constantes cambios de sonido por canción.
Gracias al éxito del álbum salen de gira junto a bandas contemporáneas como Fozzy en Inglaterra, Fear Factory en Japón, Rammstein en Guatemala y Papa Roach en Chile.
El 10 de marzo de 2006, Adema anunció en su blog de MySpace, que su nuevo vocalista es Bobby Reeves, que también forma parte de la banda LEVEL, de Los Ángeles.
Actualmente Adema está trabajando en canciones para su próximo álbum, que pronto estará disponible; por su parte, Bobby también está trabajando en canciones de los vocalistas anteriores a él (Mark y Luke). Pronto iniciarán los tours de Adema, que comenzarán en Estados Unidos y después en Europa.
El bajista de la agrupación dijo el 3 de agosto en el blog de MySpace y en purevolume.com que la banda cuenta ya con un segundo guitarrista. Su nombre es Ed Fairis, otro miembro de la banda Level, en el mismo blog donde fue anunciado el nuevo guitarrista también fue publicada una canción demo llamada Somethin' Better.
En una reciente entrevista al nuevo vocalista de ADEMA, Bobby confirmó que ellos firmaron con Immortal Records, una discográfica independiente, con la cual lanzarán su cuarto álbum que estará a la venta en junio.
La agrupación confirmó vía myspace.com que el 19 de abril comenzarán a grabar su nuevo álbum, en la ciudad de Los Ángeles, California.
Así mismo, la agrupación californiana ha anunciado el título de su nuevo trabajo discográfico, llamado Kill the Headlights. Será el primer álbum que contará con Bobby Reeves en vocales, y con su compañero de Level, Edward Fairis.
Kill the Headlights está previsto para salir a la venta el 21 de agosto de 2007. Está confirmado que su próximo sencillo será Cold and Jaded, disponible el 4 de julio.
En febrero de 2008, el bajista de Adema, Dave De Roo, anunció que la banda californiana entraba en un paréntesis indefinido y que se centrarían en otros proyectos.

### Vuelta y Reunión de la banda en 2010
El 13 de agosto de 2009, el cantante Mark Chavez ,que venía de tocar en Sixx:A.M., anunció en su MySpace oficial su vuelta a Adema con la siguiente nota:

"Hola a todos. Soy Marky y les hago saber a mis fans, amigos y familia que VUELVOOOOOOOOO... Un momento, la banda original no se ha sentado junta en una habitación en 5 años, sin embargo, todos hemos estado en contacto y estamos emocionados por reformar THE REAL ADEMA. Primero viene un DVD lleno de shows de Adema, caos detrás del escenario y experiencias raras que no se encuentran en ningún otro lugar... Después escribiremos un gran disco y, con suerte, haremos una gira antes de lanzar el nuevo disco. Quiero que mi banda sepa que estoy agradecido de que Dios nos haya reunido nuevamente y me gustaría extender mi agradecimiento a todos los que han estado detrás de Adema. Estén atentos, 2010 es nuestro año para destruir algo. Dios bendiga a todos los que lean esto. Estoy realmente emocionado por estos planes inesperados... - Marky Chavez ...."

El 9 de septiembre de 2009, el grupo anunció en su cuenta de Twitter que un nuevo álbum saldrá a la venta en 2010, pretendía tener un sonido más heavy metal.
Los miembros originales de la banda tocaron juntos otra vez después de 5 años, el 14 de enero de 2010, en Whiski A Go Go en el este de Hollywood, California. La banda tocó el tema The Next Day en el Brick by Brick, en San Diego.
La banda anunciará más noticias en un futuro próximo. En 2011 Mark Chavez anuncia que deja la banda de nuevo.

### 2013: segundo regreso de Mike Ransom
El 13 de septiembre de 2013, Dave DeRoo anunció que Mike Ransom ha regresado a la banda una vez más. Marc DeLeon decidió dejar la banda de manera amistosa. La band se concentra en la composición de nuevo material y presentaciones junto a Ransom.

### 2017–2024: El tercer arco de Chávez y su reemplazo por Ryan Shuck
El 27 de marzo de 2017, se vio a Mark Chávez ensayando con miembros originales de Adema, lo que para muchos, significó su regreso a la banda. Se presentaron con él en Whisky A Go Go el 24 de mayo, su primer show con la banda en seis años. La banda luego confirmó que estaban trabajando en un nuevo álbum. Tras sus últimos shows en diciembre de ese año, no surgieron novedades hasta junio de 2019, cuando se anunció que Chávez se había marchado de nuevo. El líder de Julien-K, Ryan Shuck, confirmó que estaría al frente de la banda para su gira de otoño con Powerman 5000. En marzo de 2021, la banda anunció a través de su página de Facebook que estaban en el estudio trabajando en nuevo material. Se mostraron varias imágenes y vídeos de los miembros de la banda grabando sus temas. 
El 20 de agosto de 2021, Adema lanzó su nuevo sencillo con el nuevo líder Ryan Shuck titulado "Ready to Die". El 24 de junio de 2022, Adema lanzó su segundo sencillo con Shuck titulado "Violent Principles".
Adema debutó con su primer EP con Shuck titulado "The Cerberus" mientras se embarcaba en el Nu-Metal Madness Tour 2 de 2023 con las bandas que regresan Hed PE, Crazytown y el recién llegado Tantric. El EP contiene los sencillos lanzados anteriormente "Ready To Die" y "Violent Principles", junto con el nuevo sencillo "You Wanted This" (lanzado exclusivamente en el EP). Junto con el nuevo EP, también se lanzó una grabación en vivo titulada "Live at the Den in Los Angeles".

### 2024–presente: La salida de Ryan Shuck y su futuro
El 27 de febrero de 2024, Ryan Shuck confirmó su salida de la banda a través de sus cuentas de redes sociales, indicando que su tiempo con la banda terminó abruptamente y que se concentraría en sus compromisos de gira con Julien-K. La banda anunció en su propio comunicado que continuarían como una formación de cuatro integrantes indefinidamente, aunque los planes y giras futuras no se vieron afectados con el cambio de formación.

## Sonido e influencia
Adema es una banda la cual se podría definir en varios géneros musicales, la mayoría relacionados al metal, siendo estos Nü metal,  Metal alternativo, Heavy metal, Space Rock, Metal industrial y Sludge Metal, pero vamos por el principio.
La banda comenzó tocando un heavy metal más tradicional, sin embargo llamados por la atención del movimiento Nu metal, decidieron unirse a la tendencia, usando elementos de dicho subgénero, así como también del Sludge Metal, del cual de ahí sacaron sus riffs distorsionados.
Para Planets decidieron fusionar su estilo con el Rock Espacial, influenciados por grupos más experimentales, esto les salió bien, y terminaron de definir su estilo a sonidos más melódicos, pero para su quinto álbum decidieron hacer algo más acercado al Metal Industrial, lo que en un inicio era en ciertas canciones, para este trabajo fue más directo.
Ya para Kill the headlights y Arsonist Grid, decidieron mezclar todas sus influencias, y así mismo terminar de definir su estilo como todos los géneros musicales que se describieron, demostrando que pueden fusionar muchos estilo sin perder su esencia.
Entre las influencias de Aderma se encuentran grupos de Hard rock y Rock Alternativo como Aerosmith, Alphaville, Dinosaur Jr, Def Leppard, E Street Band, FireHouse, Failure, Faith No More, Kiss, Killing Joke, Motorhead, Radiohead, R.E.M., The Smashing Pumpkins  y Sonic Youth. Grupos de Heavy metal como Black Sabbath, Iron Maiden, Judas Priest, Dio, Scorpions, Nazareth, Accept, Heavy Load, Danzig, Steelheart, Praying Mantis, Angel Witch, Tank, Blue Cheer, Saxon, y Running Wild. 
También fueron influenciados por grupos del grunge de los 90 como Alice In Chains, Soundgarden, Screaming Trees, Nirvana, Skin Yard, y L7, Así como grupos de Sludge metal como The Melvins, Warrant, Electric Wizard, Crowbar, Cathedral,  Sleep, y Dystopia, u hasta incluso grupos del pomposo glam metal de los 80s como Ratt, Kix, Dokken, Kick Axe, Alias, Helix, W.A.S.P., Tesla, Europe, Saint Vitus, Winger, y Motley Crue, e incluso grupos punk como Minutemen, Cro-Mags, Bad Brains, Converge, Leeway, The Cramps y The Dead Milkmen.
También sus influencias destacan los grupos de Thrash Metal Metallica, Anthrax, Slayer, Megadeth, Sodom, Nuclear Assault,  Kreator, Exodus, Testament, Tankard, The Accüsed, Dirty Rotten Imbeciles, Sepultura, Razor, Sacrifice y Destruction. Los grupos de Metal alternativo y nu metal, Deftones, Coal Chamber, Korn, Medication, Snot, Hum, System of a Down, Life of Agony, Sevendust, Quicksand, Theraphy?, Soulfly, Spineshank y The God Machine, los grupos  de groove metal Machine Head, Helmet y Pantera, los grupos de metal industrial, Ministry, Godflesh, Oomph, Fear Factory, y Skinny Puppy, los grupos progresivos o de Rock espacial como UFO, Pink Floyd, Eloy, King Crimson, Voivod , Wishbone Ash, Tool, Hawkwind, Rush, Watchtower, Queensryche, Cynic, Nektar y Fates Warning, El grupo de Metal extremo Celtic Frost, y grupos de la escena del metal americano como Armored Saint, Liege Lord, Virgin Steele, y The Rods, pero la banda que más ha influenciado al grupo, es el grupo alemán Grave Digger, que con su mezcla de speed metal y metal alternativo el cual le han hecho varios homenajes en su historia, desde covers hasta conciertos en reunión.

## Integrantes

### Actuales miembros (4 miembros)
- Tim Fluckey — voz principal (Febrero 2024–presente), guitarra, coros (1999–presente)
- Mike Ransom — guitarra, coros (1997–2003, 2009–2010, 2014–presente)
- Dave DeRoo — bajo, coros (1997–presente)
- Kris Kohls — batería (1999–presente)

Antiguos miembros
- Mark Chavez — voz principal (1998–2004, 2009–2011, 2017-2019)
- Luke Caraccioli — voz principal (enero y octubre de 2005)
- Bobby Reeves — voz principal (2006–2009)
- Ed Faris — guitarra, sintetizadores (2006–2009)
- Ryan Shuck — voz principal (2019– febrero 2024)
- Max Donnovan — batería (1997–1998)

Miembros de gira
- Marc DeLeon — guitarra, coros (2013–2014)

## Discografía

### Álbumes de estudio
- Adema (2001)
- Unstable (2003)
- Planets (2005)
- Kill the headlights (2007)
- 360 Degrees of Separation (2025)

### EPs
- Insomniac's Dream (2002)
- Topple the Giants (2013)
- The Cerberus (2023)

### Sencillos
- Giving In (2001)
- The Way You Like It (2001)
- Freaking Out (2002)
- Immortal (2002)
- Unstable (2003)
- Promises (2003)
- Tornado (2005)
- Shoot the Arrows (2005)
- Cold and Jaded (2007)
- All These Years (2008)
- Resolution (2013)
- Ready to Die (2021)
- Violent Principles (2022)